# حسين مزالي
حسين مزالي (بالإنجليزية: Hocine Mezali)‏ (ولد في برج منايل في 5 مارس 1938) صحفي وكاتب جزائري. كان رئيس المخابرات أثناء معركة مدينة الجزائر (1956-1957).

## النشأة
ولد مزالي عام 1938 في بلدة برج منايل في منطقة القبائل بالجزائر، شرق جبال الخشنة والجنوب الشرقي لمدينة بومرداس. في شبابه، انقطع عن دراسته الثانوية بسبب الإضراب الطلابي في 19 مايو 1956، أثناء الثورة الجزائرية. ثم انضم المزالي إلى جبهة التحرير الوطني (بالإنجليزية: National Liberation Front)‏ (FLN) وجيش التحرير الوطني (بالإنجليزية: National Liberation Army)‏ (ALN). شغل منصب رئيس المخابرات في منطقة الحكم الذاتي في الجزائر (بالفرنسية: منطقة الجزائر المستقلة)  أثناء معركة الجزائر (1956-1957).
بعد مغادرته الجزائر في عام 1957 بعد معركة الجزائر، تابع المزالي تعليمه الجامعي ودرس في العديد من البلدان الأوروبية، لا سيما في ألمانيا حيث درس الفلسفة. عند عودته إلى الجزائر بعد استقلالها عام 1962، التحق بجامعة الجزائر حيث درس القانون.

## المسيرة المهنية
ساهم المزالي في إنشاء الصحافة الجزائرية، وبدأت مسيرته الطويلة في الأجهزة الرسمية عام 1963 بعد استفتاء تقرير مصير الجزائر (1962).

## العامل الجزائري
بدأ مزالي مسيرته الصحفية في دورية العامل الجزائري (بالفرنسية: L'Ouvrier Algérien)‏ التابعة النقابة العامة لنقابات العمال الجزائرية (بالفرنسية: Union générale des syndicats algériens)‏ (UGSA)، والتي استحوذت عليها فيما بعد الاتحاد العام للعمال الجزائريين (بالإنجليزية: General Union of Algerian Workers)‏ (UGTA). كان مزالي من بين الصحفيين الذين أطلقوا العدد الأول من هذا المنشور بتاريخ 17 أغسطس 1962.
ساهم المزالي في بناء مبنى الصحافة الجزائرية من خلال تكاتف الجهود لبناء هياكله الرئيسية.

## المجاهد
في عام 1965، انضم مزالي إلى صحيفة المجاهد، وهي هيئة صحفية تم إطلاقها في ذلك العام وجمعت بعضًا من أفضل الصحفيين الجزائريين الناطقين بالفرنسية في ذلك الوقت.
فضل مزالي تغطية المحاضرات والمناقشات التي قادتها شخصيات بارزة في الفكر والجدل في الستينيات والسبعينيات من القرن العشرين.
دفعه حماسه لمهنة الصحافة إلى العمل أيضًا في وكالة الأنباء الجزائرية (APS) والثورة الأفريقية (بالفرنسية: Révolution Africanaine)‏، حيث وضع نفسه كرائد صحفي جزائري خلال فترة ما بعد الاستقلال.

## التلفاز
المقال الرئيسي: معركة الجزائر
كان مزالي أحد المتعاونين مع فريق جيلو بونتيكورفو الذي أخرج فيلم «معركة الجزائر» وكان المساعد الأدبي الرئيسي لصديقه المقرب ياسف سعدي في كتابه عن معركة الجزائر (1956-1957).
كان مزالي مدير طابق الاستوديو (بالإنجليزية: Studio floor manager)‏ في الملحمة السينمائية لشركة القصبة فيلم (بالإنجليزية: Casbah Film)‏ في عام 1966.  كما شارك في الإنتاج التلفزيوني كمحترف إعلامي. كان من بين الصحفيين الذين غرسوا ديناميكية الانفتاح الديمقراطي في القناة التلفزيونية الوحيدة الموجودة في الجزائر.

## آفاق
عندما تم إطلاق جريدة آفاق (بالإنجليزية: Horizons)‏ في 1 أكتوبر 1985، تم تعيين مزالي للإشراف على قسم المجتمع في هذه اليومية الناطقة بالفرنسية، وكان العديد من صحفييها من هيئة تحرير المجاهد والجزائر الفعلية (بالفرنسية: Algérie-Actualité)‏.

## المراقب
بعد فترة وجيزة قضاها في صحيفة الجديد الأسبوعي (بالفرنسية: Le Nouvel Hebdo)‏ اليومية، غادر ميزالي بعد خلاف حول المناصب التحريرية للصحيفة. ثم عمل مديرًا لمجلة المراقب (بالفرنسية: L'Observateur)‏ الشهرية التي نُشرت في الجزائر العاصمة من 1 مارس 1991 حتى نوفمبر 1991.

## كتب
كتب العديد من الكتب في حياته المهنية، منها: 
- (1982) معركة الجزائر (بالفرنسية: La bataille d'Alger)‏.[28][29]
- (1984) الحريق (بالإنجليزية: The Conflagration)‏ (بالفرنسية: L'embrasement). [30][31]
- (2008) إغراء اللعب المزدوج.[32][33]
- (2009) الجزائر: 32 قرناً من التاريخ (بالفرنسية: 32 siècles d’histoire)‏.[34][35]
- (2013) فرحات عباس، رجل، صاحب رؤية (بالفرنسية: Ferhat Abbas, un homme, un visionnaire)‏.[36][37]
- (2014) شاب من عائلة جيدة - التحول (بالفرنسية: Un jeune homme de bonne famille – La métamorphose)‏.[38][39]
- (2015) رب الخمسين (بالفرنسية: Le seigneur des cinquante)‏.[40][15]

## فهرس
- وكالة المخابرات المركزية (1968). مسح الترجمة الموحدة، المجلد 6. الجزائر: قسم الوثائق الأجنبية. ص. 15.
- أندريه عبو، جاكلين ليفي فالينسي (1972). الصحافة والسياسة: صنع التاريخ (1938-1940). باريس: حروف حديثة. ص. 327.
- سعدي ياسف، حسين مزالي (1982). معركة الجزائر. باريس: Editions E.T.C. ص. 247 صفحة.
- سعدي ياسف، حسين مزالي (1984). الحريق الهائل. الجزائر: ENAL. ص. 405 صفحة.
- الجزائريون-الفرنسيون، هل ستنتهي الطفولية قريبًا؟. باريس: طبعات كورليت. 2003. ص. 7. ISBN 978-2847060324.
- حسين مزالي (2008). إغراء اللعبة المزدوجة الجزائر: Éditions Mille-feuilles. ص. 205 صفحة. ردمك 978-9947905098.
- حسين مزالي (2009). الجزائر: 32 قرن من التاريخ. الجزائر: ENAG Editions. ص. 292 صفحة. ردمك 978-9961620762.
- حسين مزالي (2013). فرحات عباس رجل ذو رؤية. الجزائر: دار العثمانية. ص. 318 صفحة. ردمك 978-9931368038.
- حسين مزالي (2014). شاب من عائلة جيدة - التحول. الجزائر: دار العثمانية. ص. 312 صفحة. ردمك 978-9931368304.
- حسين مزالي (2015). رب الخمسين. الجزائر: ENAG Editions. ص. 329 صفحة.

## روابط خارجية
مقابلة مع حسين مزالي 2019 [الإنجليزية] على موقع يوتيوب